# Sven Faulconer
Sven Faulconer (* 1980 in Gent, Belgien) ist ein belgischer Komponist.

## Leben
Sven Faulconer wuchs in der belgischen Stadt Asse auf. Nach seinem Studium an der Universiteit Gent und der Universität La Sapienza in Rom zog er 2007 nach Los Angeles, wo er schließlich einen Abschluss in Komposition an der renommierten University of California, Los Angeles machte. Über ein Praktikum Marc Streitenfeld landete er schließlich bei dem von Hans Zimmer gegründeten Filmmusikunternehmen Remote Control Productions, wo er den Komponisten James Newton Howard kennenlernte. Für ihn schrieb er als Assistent seitdem mehrere Musikstücke für Filme wie Das Bourne Vermächtnis, Maleficent – Die dunkle Fee und Nightcrawler – Jede Nacht hat ihren Preis. Nachdem Faulconer 2012 bereits mit Acting Like Adults und Tringled zwei Filmmusiken eigenständig komponierte, debütierte er 2016 mit dem französischen Thriller Blood Father als hauptverantwortlicher Komponist für einen internationalen Kinofilm.

## Filmografie (Auswahl)
- 2012: Acting Like Adults
- 2012: Tringled
- 2016: Blood Father
- 2017: Eine Reihe betrüblicher Ereignisse (A Series of Unfortunate Events, Fernsehserie, eine Folge)
- 2018: Wanderland
- 2019: Life-Snatcher (Assimilate)
- 2022: Die Elefantenflüsterer (The Elephant Whisperers, Kurz-Dokumentarfilm)
- 2023: Scream VI
- 2023–2024: Unstable (Fernsehserie, 16 Folgen)
- 2024: Hellboy: The Crooked Man
- 2024: Lost & Found in Cleveland